# Mexicaanse algemene verkiezingen 1994
De Mexicaanse algemene verkiezingen 1994 vonden op zondag 21 augustus 1994 plaats in Mexico. Er werd gestemd voor een president, als opvolger van Carlos Salinas, 500 leden voor de kamer van afgevaardigden en 96 van de 128 leden van de Kamer van Senatoren. De presidentsverkiezingen werden gewonnen door Ernesto Zedillo van de regerende Institutioneel Revolutionaire Partij.

## Campagne
De verkiezingen van 1994 vonden plaats tijdens een periode van hevige politieke onrust. De uitgaande president Salinas was in bij de verkiezingen van 1988 door verkiezingsfraude aan de macht gekomen en op 1 januari 1994 was in de deelstaat Chiapas het Zapatistisch Nationaal Bevrijdingsleger (EZLN) in opstand gekomen. De meest schokkende gebeurtenis was echter de moord op PRI-kandidaat Luis Donaldo Colosio. Op 23 maart werd hij in campagne op klaarlichte dag en tenmidden van een menigte van dichtbij door het hoofd geschoten. De dader, Mario Aburto, werd snel gearresteerd maar de procesgang verliep dusdanig wanordelijk en chaotisch dat de moord eigenlijk nooit bevredigend is opgelost. De moord op Colosio maakte in een schot een einde aan de politieke stabiliteit die decennialang kenmerkend was geweest in Mexico. De PRI was al sinds 1929 onafgebroken aan de macht. De presidentskandidaat voor de PRI werd altijd door de zittende kandidaat aangewezen (dedazo) en werd door de overmacht van de partij altijd zonder problemen verkozen. Mexico stond in Latijns-Amerika dan ook wel bekend als de 'perfecte dictatuur', daar het van buitenaf democratisch leek en nooit problemen had met de opvolging.
Omdat de Mexicaanse kieswet voorschreef dat een presidentskandidaat in de maanden voorafgaand aan de verkiezingen geen andere functie vervuld mocht hebben vielen de meeste PRI-prominenten af als kandidaat. Desalniettemin werd al snel de enigszins grijze Ernesto Zedillo, een doctor in de economie en voormalig minister van onderwijs en van budget als kandidaat aangewezen. Zedillo's belangrijkste tegenkandidaten waren Cuauhtémoc Cárdenas van de linkse Partij van de Democratische Revolutie (PRD) en Diego Fernández de Cevallos van de conservatieve Nationale Actiepartij (PAN). Cárdenas was in 1988 al kandidaat geweest voor een coalitie van kleine linkse partijen en PRI-dissindenten en zou hoogstwaarschijnlijk gewonnen hebben wanneer de verkiezing niet ten gunste van Salinas vervalst zouden zijn geweest. In 1989 had hij de PRD opgericht als bundeling van linkse krachten, die erin slaagde een einde te maken aan de traditionele versnippering van linkse partijen in Mexico. Fernández de Cevallos was een jurist en een kopstuk binnen de PAN. De PAN was traditioneel de enige partij van enige betekenis die werd getolereerd door de PRI en haalde normaliter zo'n 10% van de stemmen. In de jaren voor 1994 was de partij echter aan een opmars begonnen, en had de PRI zich gedwongen gezien de overwinning van PAN-kandidaten in een aantal gouverneursverkiezingen te erkennen.
In totaal namen er een recordaantal van negen kandidaten mee aan de presidentsverkiezingen. De Partij van de Arbeid (PT) en de Groene Ecologische Partij van Mexico (PVEM) namen voor het eerst deel aan de presidentverkiezingen en hadden respectievelijk Cecilia Soto en Jorge González Torres als kandidaat. De Partij van het Cardenistisch Front van Nationale Wederopbouw (PFCRN), de Authentieke Partij van de Mexicaanse Revolutie (PARM) en de Socialistische Volkspartij (PPS), die in het verleden satellietpartijen van de PRI waren geweest maar hadden in 1988 met de regeringspartij gebroken om Cárdenas te steunen, hadden deze keer alle drie hun eigen kandidaat. De ultrakatholieke Mexicaanse Democratische Partij (PDM) ten slotte had zich verenigd met een aantal kleine conservatieve en rechtse organisaties en presenteerde zich als de Nationale Oppositionele Unie (UNO). De PDM-UNO voerde Pablo Emilio Madero als presidentskanidaat aan, die bij de verkiezingen van 1984 kandidaat voor de PAN was geweest. Alejandro Gascón Mercado voerde campagne als onafhankelijk kandidaat, maar aangezien zijn kandidatuur niet door een partij werd gesteund werd hij niet meegerekend in de uitslag.
Hoewel er enige incidenten plaatsvonden, golden de verkiezingen van 1994 als een van de schoonsten ooit in Mexico, en zelfs als er met de uitslag is geknoeid was Zedillo's overwinning zo fors dat hij daarzonder ook wel zou hebben gewonnen. Zedillo's overwinning werd door de meeste analisten toegeschreven aan het feit dat de Mexicanen in een periode van dergelijke onrust het zekere voor het onzekere wilden nemen en liever stemden op een partij met duidelijke regeringservaring. Desalniettemin was 1994 de eerste keer dat een PRI-kandidaat minder dan de helft van de stemmen haalde bij presidentsverkiezingen. Cárdenas kon de steun die hij in 1988 had verzameld niet behouden en haalde 17% van de stemmen, waarmee hij achter Fernández bleef die 26% haalde.
Bij de gelijktijdige congresverkiezingen verloor de PRI enigszins en ging van 320 naar 300 afgevaardigden; nog altijd een absolute meerderheid. Zowel de PAN als de PRD gingen vooruit en klommen van respectievelijk 89 naar 119 en 41 naar 71. De PPS, PARM, PFCRN en PDM-UNO wisten geen zetels te halen en verloren daarmee hun erkenning.

## Officiële uitslagen

### Presidentsverkiezingen
| Partij/Alliantie                                                       | Kandidaat                   | Stemmen    | Percentage |
| ---------------------------------------------------------------------- | --------------------------- | ---------- | ---------- |
| Nationale Actiepartij (PAN)                                            | Diego Fernández de Cevallos | 9.146.841  | 25,92%     |
| Institutioneel Revolutionaire Partij (PRI)                             | Ernesto Zedillo             | 17.181.651 | 48,69%     |
| Socialistische Volkspartij (PPS)                                       | Marcela Lombardo Otero      | 166.594    | 0,47%      |
| Partij van de Democratische Revolutie (PRD)                            | Cuauhtémoc Cárdenas         | 5.852.134  | 16,59%     |
| Partij van het Cardenistisch Front van Nationale Wederopbouw (PFCRN)   | Rafael Aguilar Talamantes   | 297.901    | 0,84%      |
| Authentieke Partij van de Mexicaanse Revolutie (PARM)                  | Álvaro Pérez Treviño        | 192.795    | 0,55%      |
| Mexicaanse Democratische Partij-Nationale Oppositionele Unie (PDM-UNO) | Pablo Emilio Madero         | 97.935     | 0,28%      |
| Partij van de Arbeid (PT)                                              | Cecilia Soto                | 970.121    | 2,75%      |
| Groene Ecologische Partij van Mexico (PVEM)                            | Jorge González Torres       | 327.313    | 0,93%      |
| niet-geregistreerde kandidaten                                         |                             | 43.715     | 0,12%      |
| ongeldige stemmen                                                      |                             | 1.008.291  | 2,86%      |

### Kamer van Afgevaardigden
| Partij/Alliantie                                                       | Zetels | Percentage |
| ---------------------------------------------------------------------- | ------ | ---------- |
| Nationale Actiepartij (PAN)                                            | 119    | 24,98%     |
| Institutioneel Revolutionaire Partij (PRI)                             | 300    | 48,58%     |
| Socialistische Volkspartij (PPS)                                       | 0      | 0,67%      |
| Partij van de Democratische Revolutie (PRD)                            | 71     | 16,12%     |
| Partij van het Cardenistisch Front van Nationale Wederopbouw (PFCRN)   | 0      | 1,10%      |
| Authentieke Partij van de Mexicaanse Revolutie (PARM)                  | 0      | 0,82%      |
| Mexicaanse Democratische Partij-Nationale Oppositionele Unie (PDM-UNO) | 0      | 0,43%      |
| Partij van de Arbeid (PT)                                              | 10     | 2,58%      |
| Groene Ecologische Partij van Mexico (PVEM)                            | 0      | 1,36%      |
| niet-geregistreerde kandidaten                                         | 0      | 0,14%      |

### Kamer van Senatoren
| Partij/Alliantie                                                       | Zetels | Percentage |
| ---------------------------------------------------------------------- | ------ | ---------- |
| Nationale Actiepartij (PAN)                                            | 20     | 24,94%     |
| Institutioneel Revolutionaire Partij (PRI)                             | 102    | 48,17%     |
| Socialistische Volkspartij (PPS)                                       | 0      | 0,61%      |
| Partij van de Democratische Revolutie (PRD)                            | 6      | 16,32%     |
| Partij van het Cardenistisch Front van Nationale Wederopbouw (PFCRN)   | 0      | 1,13%      |
| Authentieke Partij van de Mexicaanse Revolutie (PARM)                  | 0      | 0,76%      |
| Mexicaanse Democratische Partij-Nationale Oppositionele Unie (PDM-UNO) | 0      | 0,34%      |
| Partij van de Arbeid (PT)                                              | 0      | 2,77%      |
| Groene Ecologische Partij van Mexico (PVEM)                            | 0      | 1,24%      |
| niet-geregistreerde kandidaten                                         | 0      | 0,12%      |

1917 · 1920 · 1922 · 1924 · 1926 · 1928 · 1929 · 1930 · 1932 · 1934 · 1937 · 1940 · 1943 · 1946 · 1949 · 1952 · 1955 · 1958 · 1961 · 1964 · 1967 · 1970 · 1973 · 1976 · 1979 · 1979 · 1982 · 1985 · 1988 · 1991 · 1994 · 1997 · 2000 · 2003 · 2006 · 2009 · 2012 · 2015 · 2018 · 2021 · 2024 · 2027